# Тримай (альбом)
«Тримай» — збірка пісень співачки Lama. У збірці містяться найкращі пісні двох попередніх альбомів, а також дві нові пісні — «Тримай» та «Жовте поле».

## Трек-лист
1. Тримай (4:04)
2. Моє серце (3:45)
3. Літак (3:33)
4. Знаєш, як болить (3:34)
5. Мені так треба (3:32)
6. З тим (Кого любила) (4:10)
7. Обман (4:08)
8. Тіло тремтить (4:07)
9. Між зорями (4:10)
10. Сон (3:27)
11. Білі вогні (4:42)
12. З джерела (3:38)
13. Світло і тінь (3:53)
14. Жовте поле (3:28)

## Тримай
Тримай — другий сингл з однойменного альбому. Виданий 23 квітня 2010 року. У записі синглу також взяла участь духова секція гурту ТІК.
У травні 2010 року до пісні був представлений відеокліп, режисером якого став Алан Бадоєв. На відео показано Наталю Дзеньків, що танцює на килимі з корзиною в оточенні музикантів гурту. Також присутні кадри показної боротьби двох чоловіків та змію, що поступово визирає з корзини і втікає звідти.